# Gymnasium Lerchenfeld
El Gymnasium Lerchenfeld es un gymnasium (instituto de educación secundaria con orientación académica) de la ciudad de Hamburgo, Alemania. Fue fundado en 1910 siendo el primero de los gymnasien públicos del Estado de Hamburgo, habiendo hasta entonces solo instituciones privadas de estas características. En su primera etapa sirvió como liceo para niñas (en alemán: Oberlyzeums für höhere Töchter), y desde la introducción de la coeducación en 1970 es accesible a alumnos de ambos sexos. A diferencia de gymnasien tradicionales, cuya oferta lingüística se centra en las lenguas clásicas, el programa educativo de Lerchenfeld pone el enfoque en idiomas modernos, mayormente español, francés y chino. En la última década es reconocido por ofrecer una «rama bilingüe» en alemán y español, siendo el único gymnasium hispano-alemán del norte de Alemania.
En la actualidad, el Gymnasium Lerchenfeld cuenta con unos 875 escolares que comprenden desde alumnos del 5.º de primaria (en Alemania forma parte de la educación secundaria) hasta los del 2.º de bachillerato (Abitur), siendo los primeros dos años, como es de costumbre, un período de prueba y adaptación.

## Edificios

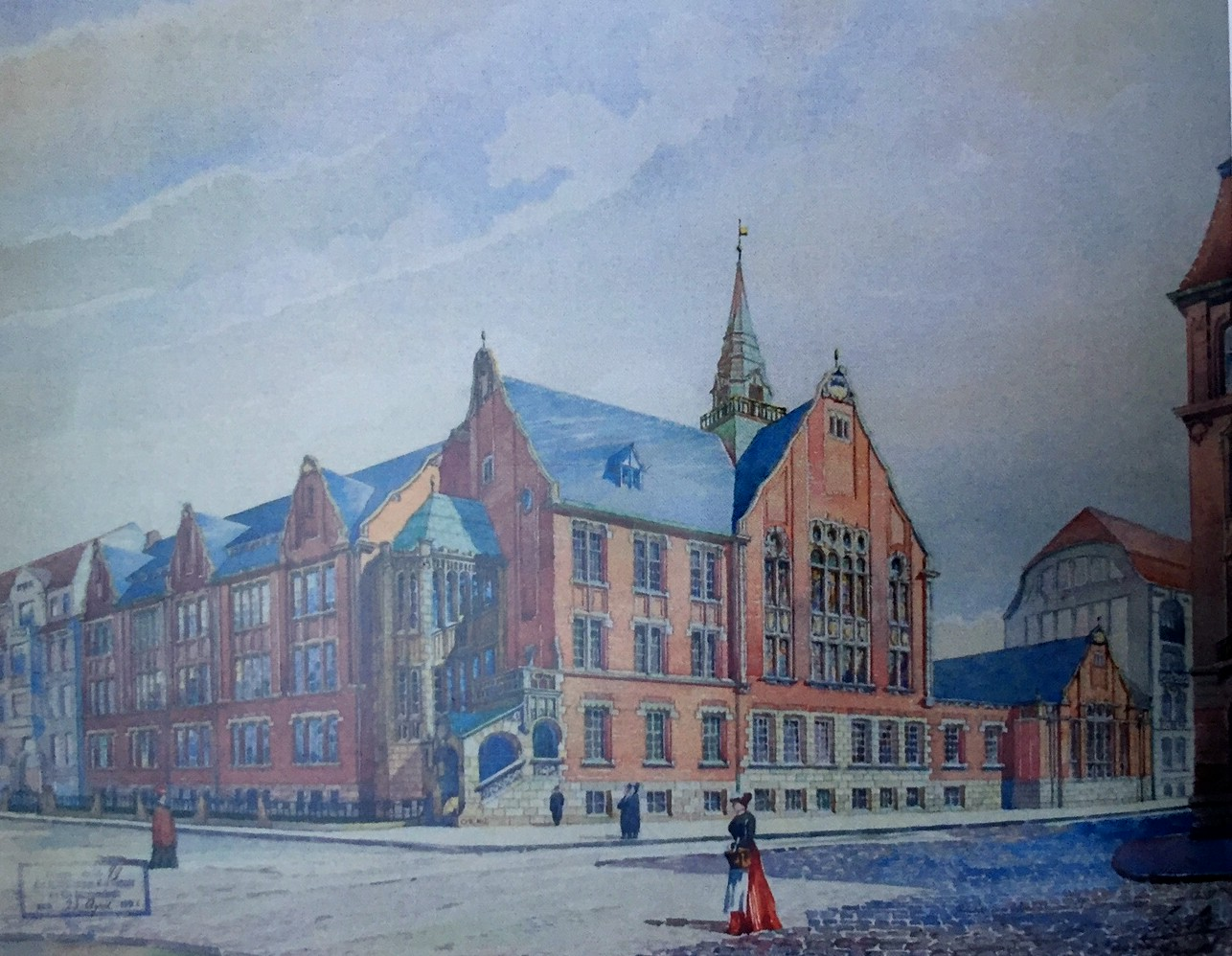
Diseño del edificio principal en acuarela, Albert Erbes, 1906

El primer edificio del instituto fue construido entre 1908 y 1910 por el arquitecto Albert Erbe, con un diseño típico para la época de este tipo de edificaciones, con ornamentos, gabletes, torres y escaleras de piedra arenisca típicas del gótico tardío.
Durante la Segunda Guerra Mundial fue destruido casi en su totalidad en los bombardeos de la ciudad de Hamburgo en 1942 y durante la Operación Gomorra en 1943. Por entonces, solo se conservaron la extensión de 1921 y la sala de deportes.
En 1955 se inauguró la reconstruida ala lateral del edificio principal, dejando de lado los planes para el ala céntrica y el auditorio en la calle Birkenau. En 1961, debido a un crecimiento en el alumnado, sus terrenos se extendieron por partes de la calle Birkenau y una extensa parcela adyacente. En los años siguientes fueron rehabilitados cuatro edificios más, incluido el pabellón deportivo.
El ala sudoriental del instituto bordea la prestigiosa Universidad de Bellas Artes de Hamburgo (HFBK).

## Enseñanza bilingüe en español y alemán
El Gymnasium Lerchenfeld ofrece desde 2007 un programa bilingüe alemán-español, originalmente creado para alumnos que dominan estas dos lenguas. Tras una reforma llevada a cabo en 2016, también pueden acceder a la rama bilingüe alumnos con pocos o nulos conocimientos del idioma español, los cuales, a partir del 5º curso, reciben clases introductorias intensivas y actividades especiales con el fin de poder tomar parte a partir del 7º curso de la enseñanza de asignaturas bilingües, en particular biología, geografía e historia, a la par con sus compañeros hablantes nativos del castellano o procedentes de escuelas bilingües.
Como parte del programa, que ha sido apoyado desde sus comienzos por el departamento de Educación y Deportes de la embajada de España, se realizan intercambios de alumnado y profesorado con un colegio hermanado de Murcia, España.

## Peculiaridades
El elemento decorativo más emblemático de la escuela es un castaño antiguo ubicado en el patio principal, el cual suele considerarse el centro geográfico de la ciudad de Hamburgo. Un cálculo alternativo ubica el centro de la ciudad en el perímetro de la cercana iglesia de St. Gertrud, a orillas del estanque Kuhmühlenteich. En esta iglesia suelen celebrarse los conciertos de Navidad de los alumnos de Lerchenfeld.